# Parcul Dinozaurilor (Canada)
Parcul Dinozaurilor este un parc natural declarat patrimoniu mondial UNESCO, ce se întinde pe suprafața de  74 km2, fiind amplasat în provincia Alberta, Canada. El este situat la ca. 250 km est de Calgary și la 48 km nord de localitatea Brooks, parcul fiind renumit pentru fosilele de dinozauri descoperite aici. Parcul Dinozaurilor se află în regiunea Badlands (Canada) pe valea râului Red Deer River. Fosilele care au o vechime de peste  75  milioane de ani, sunt păstrate în muzeul Royal Tyrrell Museum of Palaeontology din Drumheller. In parc domnește o climă aridă subtropicală cu o floră tipică de prerie unde domină cactușii, fauna fiind reprezentată de antilopă, coiot, gâsca canadiană (Branta canadensis), șarpele cu clopoței și vipere (Thamnophis).